# Institut japonais des architectes
Pour les articles homonymes, voir IJA.

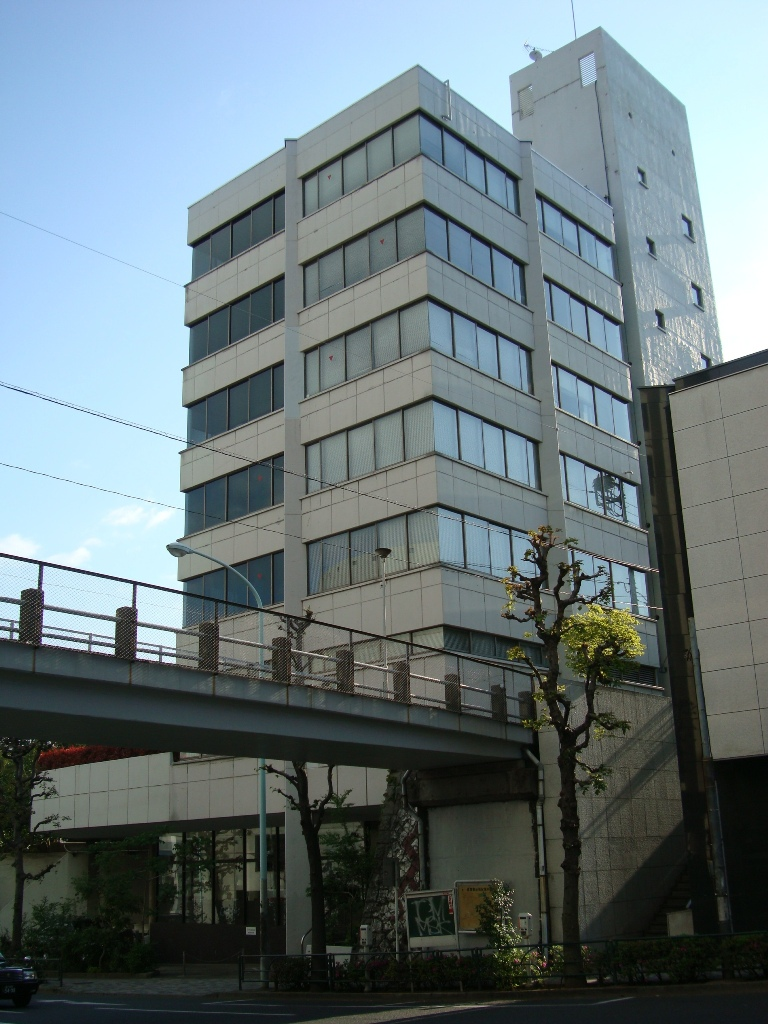
Institut japonais des architectes

L'Institut japonais des architectes (日本建築家協会) (IJA), Nihon kenchikuka kyōkai) est l'ordre professionnel japonais le plus établi d'architectes indépendants et autonomes ainsi que la section japonaise de l'Union internationale des architectes (UIA). L'institution est fondée en mai 1987 et comprend environ 4 800 membres aujourd'hui.
Les anciennes associations japonaise d'architectes, l'« Association japonaise des architectes » (AJA) et l'« Association japonaise de la fédération des architectes professionnels » (AJFAJ) fusionnent en 1987 pour former l'IJA. L'objectif principal de l'IJA est de définir et de promouvoir le statut social et juridique des architectes professionnels au Japon. L'association se compose de dix branches régionales : Hokkaidō, Tōhoku, Kantō-Kōshin'etsu, Tōkai, Hokuriku, Kinki, Chūgoku, Shikoku, Kyūshū et Okinawa.

## Prix décernés par l'IJA
- Prix de l'IJA
- Grand Prix de l'IJA
- Prix du jeune architecte
- Prix de l'architecture durable
- Prix des 25 ans (tous les deux ans)
- Architecte de l'année

## Source de la traduction
- (en) Cet article est partiellement ou en totalité issu de l’article de Wikipédia en anglais intitulé « Japan Institute of Architects » (voir la liste des auteurs).